# マンスール (ヤルカンド・ハン国)
マンスール（ウイグル語: منصور, ラテン文字転写: Mansur, 生年不詳 - 乾隆29年（1765年））は、清代の人物。
スルタン・アフマドの子。康熙59年（1720年）に清軍がトルファンに進駐してくると、ラクダに乗って清軍を出迎えたという。定北将軍の班第からは「為人平常（凡庸な人物）」と評された。北京で乾隆帝に拝謁した後、正白旗蒙古に加えられ、子孫は長く北京に居住した。
| スタブアイコン | サブスタブ | この項目は、まだ閲覧者の調べものの参照としては役立たない、人物に関連した書きかけの項目です。この項目を加筆・訂正などしてくださる協力者を求めています（P:人物伝/PJ:人物伝）。 |